# George Gallup

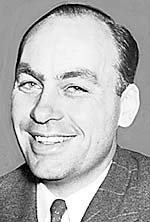
George Gallup

George Horace Gallup (Jefferson, 18 november 1901 – Tschingel, Zwitserland, 26 juli 1984) was een Amerikaans statisticus. Opiniepeilingen werden tot wetenschap gemaakt door deze statisticus.
Gallup was de uitvinder van de Gallup poll, een succesvolle statische methode om opinies te peilen. Gallup poll is in de  Verenigde Staten synoniem geworden met opiniepeiling.
Een quote van deze persoon: 'I could prove God statistically'